# Ollie Wride
 (février 2025).
Ollie Wride est un chanteur-compositeur britannique de synthwave.

## Biographie
Wride est né en 1989 dans le Yorkshire, dans le nord de l'Angleterre. Il a par la suite déménagé à Brighton à l'âge de 17 ans et vit actuellement à Londres. Wride a fait ses débuts dans la musique lors d'une audition pour un groupe entièrement féminin et ensuite signé chez Atlantic Records. Il a travaillé sur l'album Hang Cool Teddy Bear de Meat Loaf, sorti en 2009. 
Moins d'un an après avoir signé avec Atlantic Records, Wride a écrit pour et avec Justin Hawkins, Rob Cavallo, Shayne Ward et Sophie Ellis-Bextor. Il a également travaillé avec Meat Loaf. Wride a également formé un groupe avec d'autres artistes synthétiseurs britanniques Josh Dally, Poppy Kavanagh et James Cross. Wride a ensuite travaillé avec un producteur FM-84 basé à San Francisc et a écrit la chanson Running In The Night et Wild Ones. En 2019, il sort son premier album solo Thanks in Advance.  Thanks in Advance a figuré dans le top 10 des charts électroniques de Billboard et a atteint la première place des charts électroniques d'iTunes,.  